# Bezirk Vecpiebalga
Der Bezirk Vecpiebalga (Vecpiebalgas novads) war ein Bezirk in der Mitte Lettlands in der historischen Landschaft Vidzeme, der von 2009 bis 2021 existierte. Bei der Verwaltungsreform 2021 wurde der Bezirk aufgelöst, seine Gemeinden gehören seitdem zum Bezirk Cēsis.

## Geographie
Auf dem Gebiet des Bezirks liegt der Alaukst-See und der Inese-See. Der Fluss Gauja entspringt hier. Die ländliche Gegend liegt auf dem Livländischen Höhenrücken. Hier ist der Schauplatz des damals ersten lettischen Romans Landvermesserzeiten.
Der Bezirk bestand aus den vier Gemeinden (pagasts) Dzērbene (Serben), Ineši, Kaive, Taurene sowie dem Verwaltungszentrum Vecpiebalga.

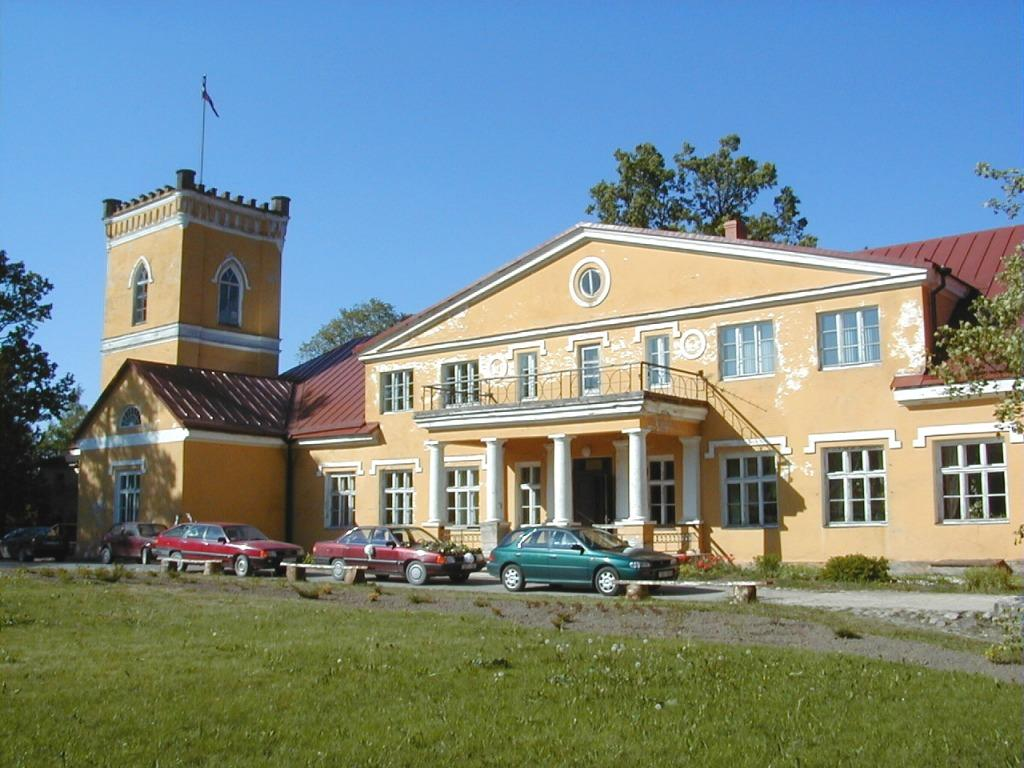
Herrenhaus Serben in Dzērbene
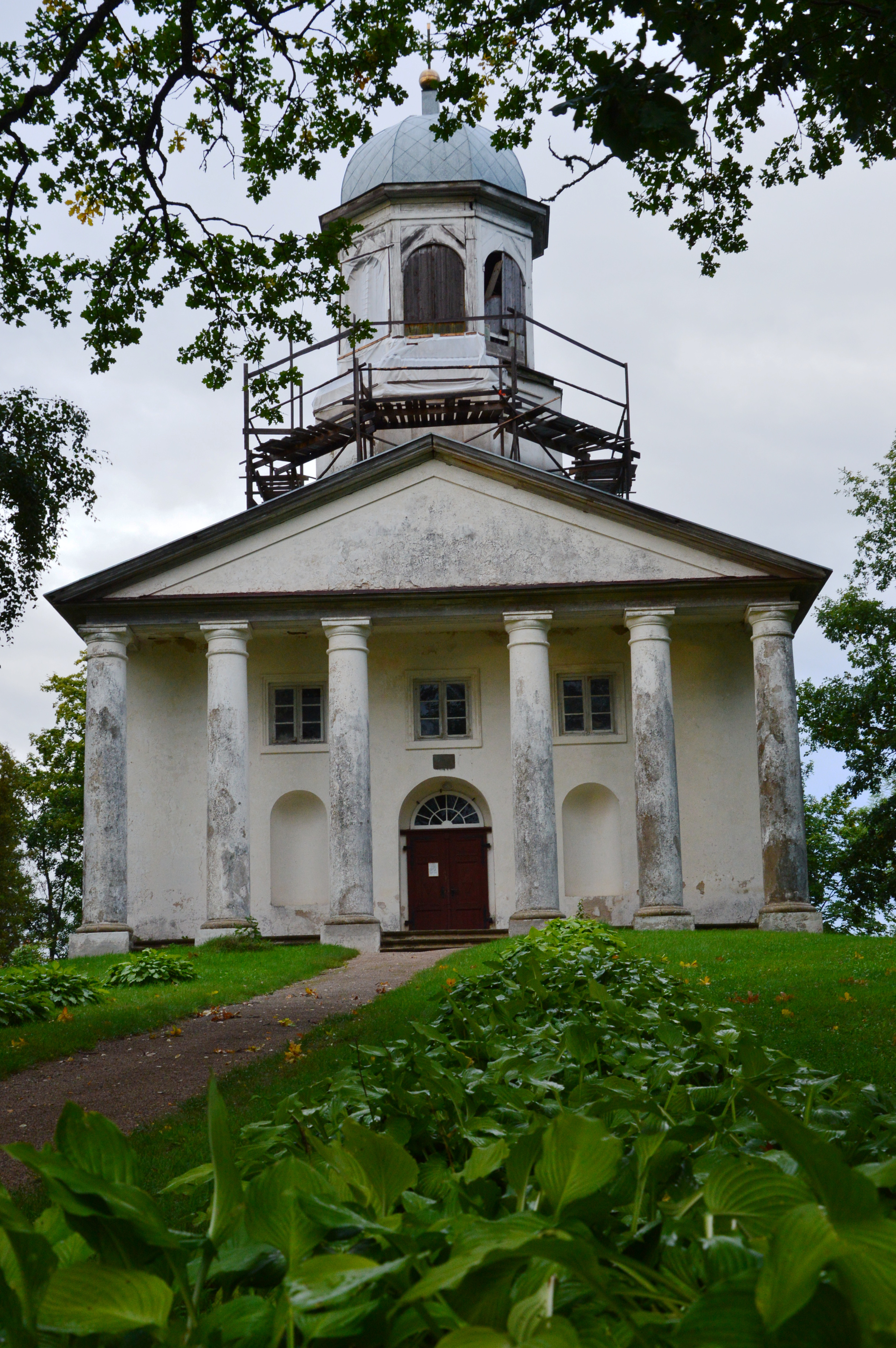
Lutherische Kirche in Dzērbene
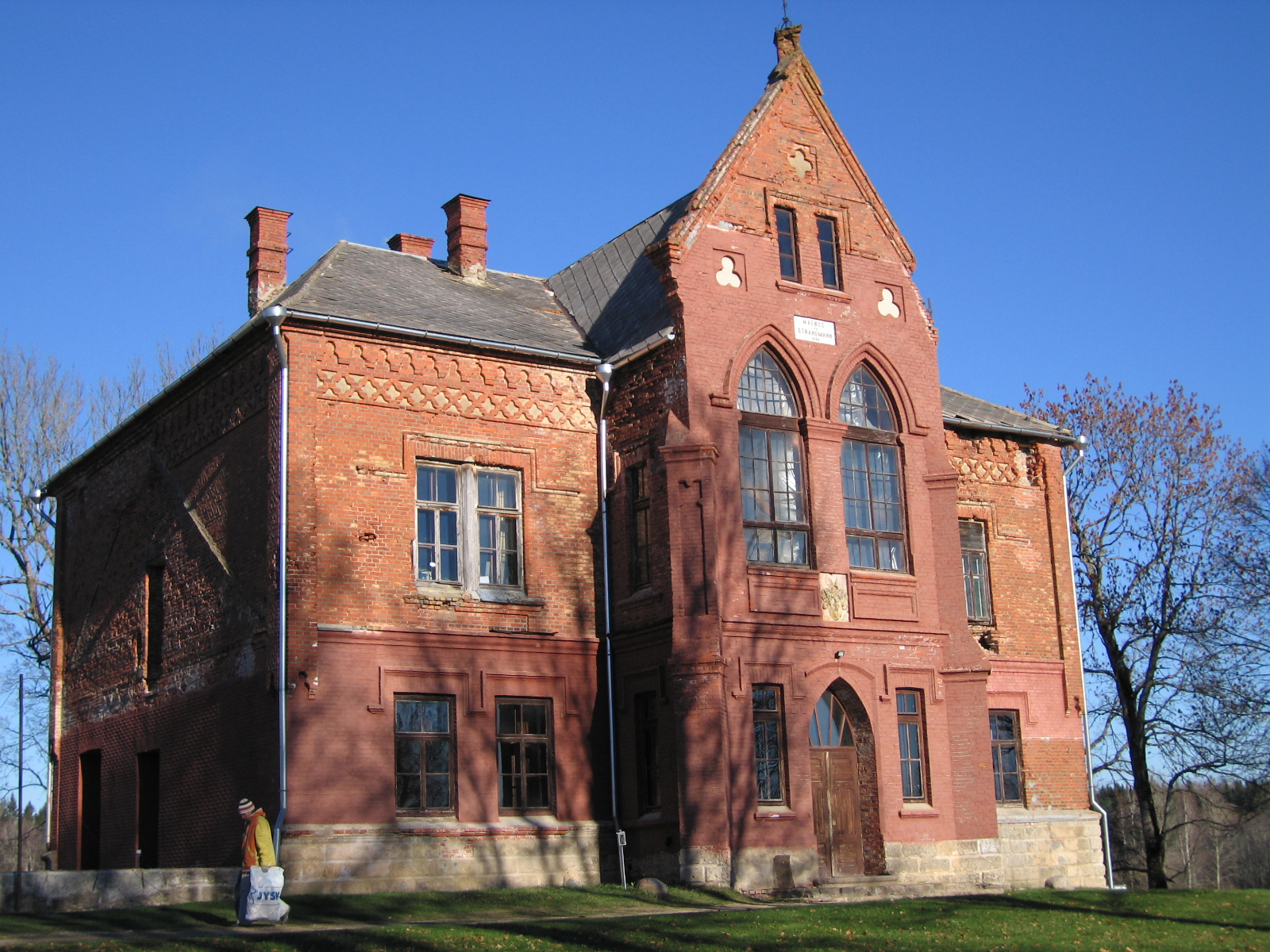
Herrenhaus Cirsti in Ineši, erbaut 1886
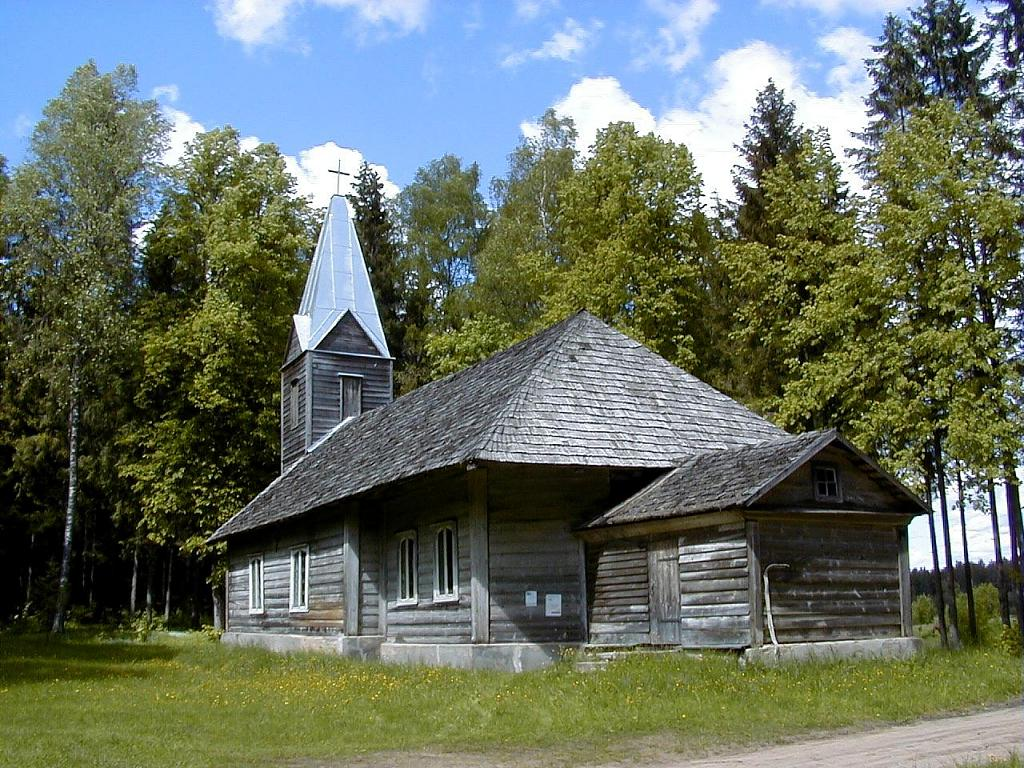
Lutherische Kirche Apši in Taurene

## Bevölkerung
4781 Einwohner lebten 2010 im gesamten Bezirk Vecpiebalga.

## Nachweise
1. ↑  Vides aizsardzības un reģionālās attīstības ministrija (Ministerium für Naturschutz und Regionalentwicklung), Karten und Auflistung der Verwaltungseinheiten, abgerufen am 20. Juli 2021